# Рахимова, Венера Тимерхановна
Вене́ра Тимерха́новна Рахи́мова (10 июня 1946 года, с. Карадарьинское, Узбекская ССР) — советская и российская актриса, Народная артистка Башкирской АССР (1985), лауреат премии им. Салавата Юлаева. Широкую известность получила благодаря озвучиванию роли Незнайки в мультсериале «Незнайка на Луне».

## Биография
Родилась 10 июня 1946 года в селе Карадарьинское Узбекской ССР. В 1967 году окончила Стерлитамакское культурно-просветительское училище и стала работать в Башкирском театре кукол (БТК), где проработала до 1986 года. Затем переехала в Москву, где служила в Московском кукольном театре детской книги «Волшебная лампа».
В 1990-е годы параллельно театру работала в кукольных передачах телеканала РТР: «Праздник каждый день» (роль — Там-тамчик) и «Лукоморье» (роль — Пугало).
Родной брат — Заслуженный артист России Тагир Рахимов.

## Фильмография
- 2007 — Закон и порядок. Отдел оперативных расследований (фильм № 9 «Честь»)
- 2014 — Карпов. Сезон третий (28 серия) — тётя Зина
- 2015 — Версия (1-я серия «Завещание»)
- 2015 — Последний мент — старушка

## Озвучивание мультфильмов
- 1997 — Волшебная свирель — Мать Уаига
- 1997 — Незнайка на Луне — Незнайка (кроме 10 серии)
- 2010 — Приключения котёнка и его друзей — котёнок Шамонулька

## Награды
- Народная артистка Башкирской АССР (1985).
- Заслуженная артистка Башкирской АССР (1977).
- Лауреат премии им. Салавата Юлаева (1984) —

За создание образа Мальчика в спектакле «Белый пароход» по повести Ч. Айтматова, Галимы в спектакле «Галима» по повести «Черноликие» М. Гафури, Буратино в спектакле «Приключения Буратино» по сказке А. Толстого в Башкирском театре кукол
|.